# För ett europeiskt Serbien
För ett europeiskt Serbien - Boris Tadic är en serbisk valallians bestående av Demokratiska partiet, G 17 +, Serbiska förnyelserörelsen samt SDP och LVO - två mindre regionala partier från Sandžak respektive Vojvodina.
I parlamentsvalet den 11 maj 2008 tillhörde alliansen de stora vinnarna.